# Bartholomew McGhee
Pour les articles homonymes, voir McGhee.
Bartholomew McGhee, surnommé Bart McGhee, est un footballeur international américain, né le 30 avril 1899 à Glasgow (Écosse), et mort le 26 janvier 1979 à Philadelphie (États-Unis). Après le Français Lucien Laurent, il fut le deuxième joueur de l'histoire à inscrire un but en coupe du monde (face à la Belgique).

## Biographie
Fils de James McGhee, un ancien international écossais qui fut joueur de Hibernian Édimbourg et entraîneur du Heart of Midlothian, il fut international américain en 1930, à trois reprises pour deux buts. 
En tant qu'attaquant, il participa à la Coupe du monde de football de 1930. Il joua les trois matches des États-Unis en phase finale, contre la Belgique (où il inscrit un but à la 23e minute), contre le Paraguay, et enfin contre l'Argentine en demi-finale. Son équipe termine 3e ex aequo de la première édition de la Coupe du monde de football.
Son frère, Jimmy McGhee, fut également footballeur.
Il fut intronisé en 1986, à titre posthume, au National Soccer Hall of Fame aux États-Unis.

## Clubs
- 1917-1919 : New York Shipbuilding
- 1919-1921 : Wolfenden Shore
- 1921-1922 : Philadelphia Hibernian
- 1922-1924 : Fleisher Yarn
- 1925-1927 : Indiana Flooring
- 1927-1929 : New York Nationals
- 1929 : Philadelphia Field Club (prêt)
- 1929-1930 : New York Nationals
- 1930-1931 : New York Giants